# Michelle Hooyboer-Winklaar

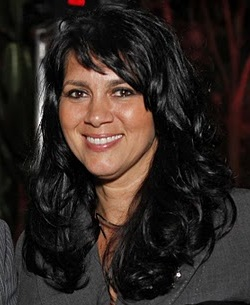
Michelle Hooyboer-Winklaar

Michelle Janice Hooyboer-Winklaar (Toronto, 20 september 1969) is een voormalig Arubaans politica. Namens de Arubaanse Volkspartij was zij in het kabinet Mike Eman I minister van Economische Zaken, Sociale Zaken en Cultuur. In het kabinet Mike Eman II was zij minister voor Onderwijs, Gezinsbeleid en Volwasseneducatie. Hooyboer maakte in maart 2017 bekend uit de politiek te stappen aan het eind van de zittingsduur van het kabinet Mike Eman II.
Michelle Hooyboer-Winklaar werd als dochter van een Arubaanse moeder en een Bonaireaanse vader geboren in Toronto, Canada. Zij groeide op in Canada, studeerde daar en ging werken bij Bell en later bij AT&T. In 2005 werd ze general manager van Digicel Aruba.
Michelle Hooyboer-Winklaar is gehuwd en heeft twee kinderen.